# عبده حسين الترب
عبده حسين الترب (1967 -) سياسي وضابط يمني، من مواليد مديرية الشعر محافظة إب صدر قرار بتعينه وزيراً للداخلية اليمنية في 7 مارس 2014 خلفاً للواء عبدالقادر قحطان
 ويعتبر اللواء الترب من الضباط الذين اعلنوا انظمامهم لثورة الشباب اليمنية التي اطاحت بنطام الرئيس السابق علي عبد الله صالح
 وظل في منصبه حتى قدمت حكومة باسندوة استقالتها في 21 سبتمبر 2014، بعد سيطرة الحوثيين على صنعاء.

## المؤهلات العلمية والدورات التدريبة
- التحق بكلية الشرطة عام 1986 م وتخرج منها عام 1990 م
- ليسانس شريعة وقانون – جامعة صنعاء – بتقدير جيد جدا 1990م
- دبلوم كلية الشرطة صنعاء بتقدير ممتازعام 1990م
- دبلوم إدارة وتنظيم الشرطة بتقدير ممتاز عام 1996م
- درجة الماجستير بتقدير ممتاز 1997م
- باحث لنيل درجة الدكتوراه في مجال القانون العام (قانون إداري- إدارة عامة) جمهورية مصر العربية جامعة أسيوط – كلية الحقوق
- دورة تنشيطية في العام 1991م
- دورة في مجال الاشراف الاولي 1995م
- دورة في مجال أمن الطيران الولايات المتحدة الأمريكية نظمتها السفارة الأمريكية بصنعاء في العام 1998م
- دورة في مجال رفع وتحرير الأدلة فيما يتعلق بالجرائم في مجال المخدرات المكتب الاتحادي للشرطة الجنائية الألمانية في العام 2005م
- دورة في مجال مكافحة تهريب المخدرات في صنعاء في العام 2005م
- دورات في مجال الحاسب الالي بتقدير ممتاز
- دورة تنمية قدرات أعضاء هيئة التدريس بعنوان إدارة الفريق البحثي مركز تنمية قدرات أعضاء هيئة التدريس جامعة أسيوط 2008
- دورات متعددة في مجال التنمية البشرية حول إستراتيجية القيادة وتحديد الاهداف كندا 2010م[3]

## الانتماء الحزبي
هناك خلاف حول انتماء الترب الحزبي ولايوجد دليل قاطع يثبت انه يتبع أي حزب من الاحزاب اليمنية غير ان جماعة الحوثيين تقول انه أحد أعضاء حزب التجمع اليمني للإصلاح منذ ان عين وزيرا لداخلية وقد اشتدت حده ذلك الاتهام عندما القاء وزير الداخلية الترب كلمة في منتصف مايو 2014 م خلال جلسة استجواب برلمانية للحكومة وقال فيها أن الحوثيين والقاعدة والحراك الجنوبي هم المثلث المسلح الذي يهدد امن اليمن وقال ان الحوثيين يمارسون سلطات الدولة في المناطق التي تخضع لسيطرتهم وطالبهم بتسليم السلاح إلى الدولة

## خلفية
تم تعين اللواء الترب في ظروف أمنية صعبه جدا تمر بها اليمن نتيجة لعدة عوامل وظروف سياسية وايدلوجية تتلخص في خمس نقاط هي:-
1. الخلافات المستمرة التي سيطرت على المشهد اليمني بين النخب السياسية والأحزاب السياسية في ما بينها البين من بعد توقيعها على المبادرة الخليجية.
2. التنامي الملحوظ لتنظيم القاعدة في اليمن في فترة ما بعد ثورة الشباب اليمنية مستغلاً انشعال الأحزاب اليمنية في خلافتها والأنفلات الأمني الذي تشهده البلاد حيث نفذ العديد من عمليات الأغتيال والعديد من الهجمات على العديد من المعسكرات والمؤسسات الحكومية اليمنية ابرزها هجومه على مبنى وزراة الدفاع اليمنية في ديسمبر 2013[6] والسجن المركزي بصنعاء في منتصف يناير 2014 م.[7]
3. التوترات الامنية التي كان يشهدها جنوب اليمن بسبب مطالبة البعض منهم بالأنفصال والذي كان يتطور احيان إلى استخدام السلاح من قبل بعض فصائل الحراك الجنوبي.[8]
4. التنافس الأيدولوجي الديني في اليمن بين الجماعات الدينية الذي كان يصل احيان إلى حد الحروب فيما بينها البين في بعض المحافظات اليمنية وخاصة في محافظة صعدة التي شهدت حرب بين الحوثيين والسلفيين في منطقة دماج الحرب التي عرفت بأسم (حصار دماج) وكذلك في بعض المناطق والمحافظات القريبة من منطقة دماج[9]
5. التقاسم للحقائب الحكومية بين الاحزاب اليمنية على اسس حزبية الامر الذي انعكس سلباً على اداء معظعم الوزارت اليمنية وخاصة وزارتي الدفاع والداخلية اللتان شهدتها استحواذاً كبيراً على المناصب القيادية والامنية فيهما على أسس حزبية بحته وليس على اساس الكفائه والخبرة.

## الترب في وزارة الداخلية
استطاع اللواء الترب ان ينهض بشكل ملحوظ بمستوى أداء الاجهزة الامنية في اليمن نسبياً بعكس ماكان يشهده الأداء الأمني للأجهزة الأمنية في اليمن في الفترة السابقة من تدهور شديد، ويرجع ذلك إلى العديد من السياسات والاجراءات التي فرضها ونفذها الترب داخل وخارج وزارة الداخلية منها:-
1. رفضة تدخل الاحزاب وتأثيرها في قرارات التعيين في الوزارة حيث أعلن منذ بداية أول ظهور أعلامي له أن وزارة الداخلية لن تكون في يد أي حزب معين أو أي جهة أخرى، وهو أول وزير في حكومة الوفاق يرفض خضوع وزارته للمحاصصة والتقاسم الحزبي الذي نصت عليه المبادرة الخليجية.[11]
2. مسارعته إلى تطبيق نظام المفاضلة في تعينات المسؤليين الامنيين لشغل المواقع القيادية في وزارة الداخلية والاجهزة الأمنية وذلك لأول مرة في تاريخ وزارة الداخلية في اليمن [12] فقد كان نظام التعيين المتبع في وزراة الداخلية أو غيرها من الوزارت الأخرى في اليمن قبل اندلاع ثورة الشباب اليمنية التي اطاحات بنظام الرئيس علي عبد الله صالح تشوبه العديد من عوامل المحسوبية والوساطة ومن بعد ثورة الشباب اليمنية وصعود حكومة الوفاق إلى السلطة أصبح خاضعاً لمعايير حزبية، ويعتبر الترب أول وزير داخلية يمني يطبق نظام المفاضلة في وزارة الداخلية اليمنية.
3. تفعيله لمبدأ الثواب والعقاب في داخل الوزارة، الامر الذي يراى العديد من المراقبين انهُ ساهم كثيرا في تحفيز رجال الأمن والشرطة رغبة في الحصول على الترقيات والمكافئات ومن جانب أخر ساهم في يقضة وانضباط رجال الأمن والشرطة خوفاً من العقاب، ويعتبر اللواء الترب أول وزير داخلية يمني يقوم بالنزول الميداني المستمر والمفاجئ إلى المرافق التابعة لوزارة الداخلية اليمنية وكذلك أول وزير يمني بشكل عام يقوم بالنزول الميداني المفاجئ والمستمر إلى المرافق الحكومية التابعة لوزراته.[13][14]

ادات تلك السياسيات والاجراءات إلى تقدم نسبي ملحوظ في اداء الاجهزة الامنية ورغم انه لايزال يوجدالعديد من الاختلالات الامنية غير ان الاجهزة الامنية منذ تولي الترب منصب وزير الداخلية في 2014/3/7 حتى 2014/6/5 وهي فترة وجيزة استطاعت ان تلقى القبض على العديد من منفذي عمليات الاغتيالات التي طالت العديد من الدبلوماسيين الأجانب والعسكريين والشخصيات اليمنية والذي كان من ابرزها ماقامت به في بداية يونيو 2014 حيث استطاعت الاجهز الامنية القاء القبض على أكبر خلية ارهابية متهمة بتنفيذ العديد من عمليات الاغتيال والتفجير في اليمن طول السنوات الماضية 

## المناصب التي تقلدها
1. عمل كرئيس لقسم العلاقات في الإدارة العامة للعلاقات العامة والتوجيه السياسي
2. رئيسا لقسم التنقلات في الإدارة العامة لشؤون الافراد واستمر في المنصب عام 1995م.
3. التحق بالمعهد العالي لضباط الشرطة قسم الدراسات العليا لدراسة الماجستير وتخرج منه بحصوله على درجة الماجستير بتقدير ممتاز عام 1997
4. عين مديرا لإدارة التدريب في المعهد التخصصي لضباط الشرطة من 1997 حتى 1999.
5. عضو هيئة التدريس ومدرس لمادة فن الإدارة العامة في كلية التدريب بأكاديمية الشرطة منذ العام 1997.
6. درس مواد (التخطيط والتنظيم في الدورات الاشرافية للترقية، والخاصة بترقية الضباط من رتبة م/1 إلى رتبة نقيب، مادة فن الاتصال الفعال، درس مادة إدارة الذات والبرمجة اللغوية العصبية في عدد من الدورات التخصصية
7. عين في نهاية العام 1999 نائبا لكبير المعلمين ومديرا لإدارة الشئون التعليمية في المعهد التخصصي لضباط الشرطة سابقا.
8. عين في نهاية العام 2003 مساعدا لمدير عام المعهد التخصصي لضباط الشرطة سابقا للشئون المالية والإدارية.
9. عين في العام 2006 نائب لمدير أكاديمية الشرطة كلية التدريب للشئون المالية والإدارية حتى 2012
10. عين في العام 2012 قائدا لشرطة حراسة المنشآت وحماية الشخصيات وتم ترقيته برتبة عميد[16]

## المؤتمرات العلمية
1. شارك في المؤتمر الدولي الخامس عشر للفلسفة الإسلامية بعنوان (آفاق التفاعل بين الفكر الإسلامي والفكر الغربي) كلية دار العلوم – جامعة القاهرة والمنعقد في مارس 2010.
2. شارك في المؤتمر العلمي السنوي السادس بعنوان (القانون والصحة) كلية الحقوق – جامعة أسيوط – جمهورية مصر العربية في أبريل 2010.

| المناصب السياسية      | المناصب السياسية                                 | المناصب السياسية   |
| --------------------- | ------------------------------------------------ | ------------------ |
| سبقه عبد القادر قحطان | وزير الداخلية اليمني 7 مارس 2014 - 7 نوفمبر 2014 | تبعه جلال الرويشان |